# HD 157753
Désignations
HD 157753 est une étoile géante de la constellation de l'Autel. Il peut s'agir d'une binaire astrométrique et elle a un faible compagnon de magnitude 13 à une séparation angulaire de 31,5" le long d'un angle de position de 356° (à partir de 2000).